# Charles Edison

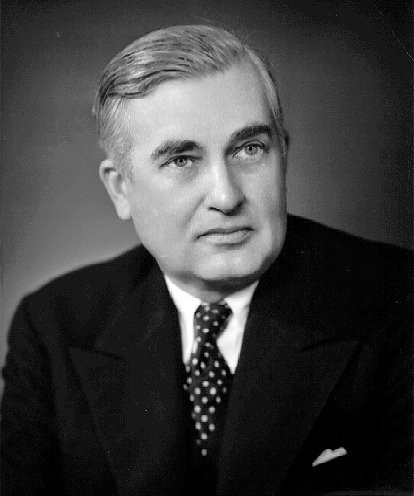
Charles Edison

Aktie der Thomas A. Edison, Inc. vom 14. Februar 1927 – ausgestellt auf Charles Edison und von ihm als Präsident unterschrieben

Charles Edison (* 3. August 1890 in West Orange, New Jersey; † 31. Juli 1969 in New York City) war ein US-amerikanischer Politiker und von 1941 bis 1944 Gouverneur des Bundesstaates New Jersey. Zuvor amtierte er im Jahr 1940 als US-Marineminister unter Präsident Franklin D. Roosevelt.

## Frühe Jahre und wirtschaftlicher Aufstieg

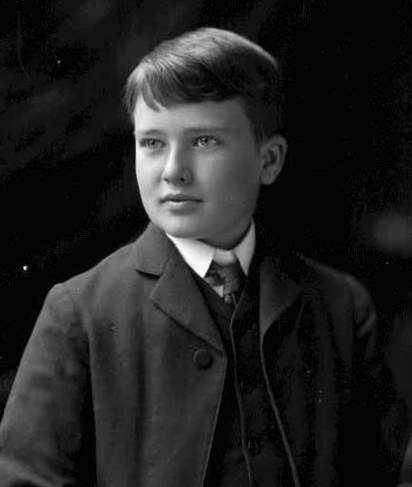
Charles Edison um 1900

Charles Edison war ein Sohn von Thomas Alva Edison. Er besuchte die Carteret Academy und die Hotchkiss School in Connecticut. Danach studierte er bis 1913 am Massachusetts Institute of Technology (MIT). Nach Abschluss seines Studiums arbeitete er für die Firma seiner Familie, die Thomas A. Edison, Inc., deren Präsident er im Jahr 1927 wurde. Dieses Amt behielt er bis 1957, als die Firma mit der McCraw Electric Company fusionierte; bis 1961 blieb er im Aufsichtsrat der neuen Firma.

## Politische Laufbahn
Edison war entgegen der Familientradition Mitglied der Demokratischen Partei. In den 1930er Jahren war er in New Jersey Leiter des Nationalen Notstandsausschusses (National Emergency Council). Im Jahr 1937 wurde er stellvertretender Marineminister der USA. Zwischen dem 2. Januar und dem 24. Juni 1940 gehörte er als Secretary of the Navy dem Kabinett Roosevelt an. In dieser Zeit regte er den Bau der Iowa-Klasse unter den Schlachtschiffen an, die dann im Zweiten Weltkrieg eingesetzt wurden. Im Juni trat er von diesem Amt zurück, um sich auf seinen Wahlkampf um das Amt des Gouverneurs von New Jersey zu konzentrieren. Am 5. November 1940 wurde er dann auch zum neuen Gouverneur gewählt.

## Gouverneur von New Jersey
In seiner Amtszeit wurden die Antidiskriminierungsgesetze verschärft und ein Schlichtungsausschuss eingerichtet. Außerdem wurde damals über eine Reform der Staatsverfassung diskutiert. Diese Pläne ließen sich aber politisch noch nicht umsetzen. Ansonsten war Edisons Regierungszeit von den Ereignissen des Zweiten Weltkriegs überschattet. Seit Dezember 1941 mussten auch in New Jersey kriegsbedingte Maßnahmen ergriffen werden. In diesem Zusammenhang wurde auch das Budget der Nationalgarde erhöht. Junge Männer wurden gemustert und den Streitkräften zugeführt und die Industrieproduktion wurde auf den Rüstungsbedarf umgestellt.

## Weiterer Lebenslauf
Nach Ablauf seiner Amtszeit zog sich Edison aus der Politik zurück. Er blieb aber weiterhin in seiner Firma aktiv. Im Jahr 1948 gründete er eine Wohltätigkeitsstiftung, die unter dem Namen „Charles Edison Fund“ bekannt wurde. Im Jahr 1967 war er an der Gründung einer Stiftung zu Gunsten Jugendlicher beteiligt, die später nach ihm den Namen „Charles Edison Memorial Youth Fund“ trug. 1962 gehörte Edison auch zu den Gründern der Conservative Party im Staat New York. Charles Edison starb am 31. Juli 1969. Er war mit Carolyn Hawkins verheiratet.